# Schlimmia jasminodora
Schlimmia jasminodora là một loài thực vật có hoa trong họ Lan. Loài này được Planch. & Linden miêu tả khoa học đầu tiên năm 1853.